# Massacre de Peterloo
La Massacre de Peterloo (o Batalla de Peterloo) va tenir lloc al Camp de St. Peter, Manchester, Anglaterra, el 16 d'agost de 1819, quan la cavalleria anglesa va carregar contra una multitud de 60.000-80.000 persones que s'havien aplegat per reclamar la reforma de la representació parlamentària, contra les pèssimes condicions i la remuneració dels treballadors de les fàbriques i pel dret a organitzar-se en el lloc de treball, entre altres injustícies.
La manifestació pacífica va ser brutalment atacada i dispersada per una milícia privada de matons a cavall finançada i dirigida pels propietaris, patrons i autoritats locals amb el suport tàcit del govern conservador en aquell moment sota Lord Liverpool. S'estima que 18 persones, incloses una dona i un nen, van morir per talls de sabre i esclafats pels cavalls. Més de 700 van rebre ferides greus.
Els fets de Peterloo han esdevingut una data de record en la història del moviment obrer de la Gran Bretanya.
El final de les Guerres Napoleòniques el 1815 va resultar en períodes de fam i desocupació crònica, agreujats per la introducció de la primera Llei del Blat. Al començament del 1819 la pressió generada per la situació econòmica de pobresa, afegida a la manca de sufragi al nord d'Anglaterra, va fer augmentar l'atractiu del radicalisme polític. En resposta, la Unió Patriòtica de Manchester, un grup que feia campanya a favor de la reforma parlamentària, organitzà una manifestació encapçalada pel conegut orador radical Henry Hunt.
Poc després que comencés la trobada, els magistrats locals van manar a les autoritats militars arrestar Hunt, i nombrosos d'altres que participaven en la seva campanya, i de dispersar la multitud. La cavalleria va carregar sabre en mà contra la multitud, i en la confusió que va seguir la càrrega, 15 persones van morir i 400 – 700 van resultar ferides. La massacre va ser anomenada Peterloo, en comparació irònica a la batalla de Waterloo, que havia tingut lloc quatre anys abans.
L'historiador Robert Poole ha anomenat la Massacre de Peterloo un dels moments definitoris de l'època. Al seu torn, els diaris de Londres i els diaris nacionals van compartir l'horror sentit a la regió de Manchester, però l'efecte immediat del succés de Peterloo va ser provocar que el govern prengués mesures dràstiques contra la reforma, amb el que es va ser conegut com els Sis Actes. També va dur directament a la fundació de "The Manchester Guardian" (ara The Guardian), però l'efecte va ser petit en el camí cap a la reforma. En una enquesta duta a terme per The Guardian a 2006, Peterloo va arribar en segon lloc als debats de Putney com l'esdeveniment de la història britànica que més mereixia un monument adequat. Peterloo és commemorat per una placa prop del lloc, que és el reemplaçament d'un anterior memorial que va ser criticat per ser insuficient, ja que no reflectia la magnitud de la massacre.

## Rerefons
El 1819, el districte electoral de Lancashire era representat per dos membres del Parlament. El dret a vot era reservat als barons adults propietaris vitalicis de terres valorades en 40 xílings o més -l'equivalent aproximat a £80 el 2008- i els vots només podien ser emesos a la ciutat comtal de Landcaster, mitjançant una declaració verbal pública durant la campanya electoral. Les divisions en circumscripcions electorals estaven desactualitzades, i els anomenats burgs podrits (rotten boroughs) tenien una immensa influència totalment desproporcionada en l'elecció dels Membres del Parlament en comparació al nombre d'electors: la circumscripció d'Old Sarum a Wiltshire, amb un votant, escollia a dos Membres del Parlament. Els majors centres urbans de Manchester, Salford, Bolton, Blackburn, Rochdale, Ashton-under-Lyne, Oldham i Stockport, amb una població total d'un milió de persones, estaven representats per ambdós diputats comtals, o els dos de Cheshire en el cas de Stockport. En comparació, més de la meitat dels Membres del Parlament eren escollits per només 154 votants. Aquest desequilibri en la representació política va dur a clams per una reforma parlamentària.